# Silesia S-4
Silesia S-4 – polski jednomiejscowy samolot sportowy w układzie górnopłatu typu parasol z lat 20. XX wieku, zaprojektowany przez braci Edwarda i Wojciecha Soporów, zbudowany w ich warsztacie (Pierwszej Śląskiej Fabryce Samolotów) w Chorzowie. Oblatany w czerwcu 1925 roku samolot z powodu dużej masy miał słabe osiągi, chociaż był nieco lepszy od poprzedniej konstrukcji braci Soporów, S-3. Jedyny egzemplarz uległ katastrofie w czerwcu 1931 roku.

## Historia i użycie
Doświadczenia zebrane podczas budowy i eksploatacji samolotu Silesia S-3 zostały uwzględnione przy konstruowaniu kolejnego modelu braci Edwarda i Wojciecha Soporów, jakim był Silesia S-4. Przyjęty układ konstrukcyjny – górnopłat typu parasol – zainspirowany był produkowanym w tym okresie seryjnie w Niemczech samolotem sportowym Stahlwerk-Mark R.III. Projekt maszyny powstał w 1924 roku, a jego budowę ukończono w maju 1925 roku, wykorzystując silnik Haacke HFM-2 z uszkodzonego S-3. S-4 został oblatany w czerwcu 1925 roku przez pilota Kloska. W tym samym miesiącu samolot został zademonstrowany przedstawicielom 23. Pułku Piechoty, a po tym wykonał kilkanaście lotów (w tym propagandowych przeprowadzonych nad miastami śląskimi z okazji Tygodnia Ligi Obrony Powietrznej i Przeciwgazowej, m.in. z Michajłowic do Świętochłowic). Następnie maszyna została przebazowana do Katowic, gdzie z tamtejszego lotniska wykonywała loty testowe z pilotami PLL LOT (Józef Bargiel i Kazimierz Bocheński) za sterami. W wyniku ich sugestii dokonano przebudowy samolotu, instalując trzycylindrowy silnik gwiazdowy Anzani o mocy 26 kW (35 KM). Następnie samolot używany był przez Śląski Klub Pilotów.
Choć nieco lepszy od poprzednika, S-4 był również za ciężki w stosunku do mocy napędzającego go silnika i miał z tego powodu słabe osiągi, a jego pilotaż nie należał do łatwych. 17 czerwca 1931 roku doszło do katastrofy samolotu, podczas nieuprawnionego lotu wykonanego przez początkującego pilota Aeroklubu Śląskiego, Zygmunta Dołęgę-Prabuckiego. Tuż po starcie w wyniku przeciągnięcia S-4 rozbił się, grzebiąc w swych szczątkach pilota. Konsekwencjami katastrofy były: anulowanie przez Aeroklub Śląski zamówienia na kolejny model konstrukcji braci Soporów Silesia S-10 oraz zamknięcie ich Pierwszej Śląskiej Fabryki Samolotów.

## Opis konstrukcji i dane techniczne
Silesia S-4 był jednosilnikowym, jednomiejscowym górnopłatem typu parasol o konstrukcji mieszanej. Kadłub w części przedniej o przekroju prostokątnym tworzyła wykonana ze spawanych rur stalowych kratownica kryta płótnem, a tylna część miała konstrukcję drewnianą z pokryciem ze sklejki. Przód kadłuba i silnik miały pokrycie z blachy aluminiowej. Kabina pilota otwarta, wyposażona w drążek sterowy i orczyk.
Płat prostokątny, dwudźwigarowy, dwudzielny, konstrukcji drewnianej, kryty płótnem; umocowany do kadłuba na wykonanych z rur stalowych piramidkach i podparty dwiema parami zastrzałów, również z rur stalowych. Rozpiętość skrzydeł wynosiła 8,4 metra, a powierzchnia nośna 11 m².
Długość samolotu wynosiła 4,6 metra, a wysokość 1,85 metra. Masa własna płatowca wynosiła 318 kg, masa użyteczna 97 kg, zaś masa całkowita (startowa) 415 kg. Obciążenie powierzchni wynosiło 38 kg/m². Usterzenie klasyczne, drewniane, usztywnione linkami, kryte płótnem. Lotki i stery poruszane były linkami. Podwozie klasyczne, osiowe, z goleniami ze spawanych rur stalowych, ze szprychowymi kołami; z tyłu płoza ogonowa, amortyzowana sznurem gumowym.
Napęd stanowił chłodzony powietrzem, czterosuwowy 2-cylindrowy płaski silnik tłokowy Haacke HFM-2 o mocy startowej 22 kW (30 KM) przy 1300 obr./min i masie 67 kg, napędzający stałe, drewniane, dwułopatowe śmigło ciągnące. Obciążenie mocy wynosiło 13,8 kg/KM. Zbiornik paliwa znajdował się w górze kadłuba za silnikiem. Prędkość maksymalna wynosiła 120 km/h, prędkość przelotowa 100 km/h, zaś prędkość minimalna 65 km/h. Samolot charakteryzował się rozbiegiem wynoszącym 70 metrów i dobiegiem 100 metrów. Zasięg wynosił 200 km.

### Malowanie
Fragmenty samolotu kryte sklejką pomalowane były lakierem bezbarwnym, a części pokryte płótnem były cellonowane.